# Altenhaubächle
Das Altenhaubächle ist ein fast 2 km langer Waldbach überwiegend im Gebiet der Kleinstadt Waldenburg im Hohenlohekreis im nordöstlichen Baden-Württemberg, der nach südwestlichem Lauf wenig vor dem Hochwasserrückhaltebecken Gnadental nahe dem Wohnplatz Winterrain der Gemeinde Michelfeld im Landkreis Schwäbisch Hall von links in die obere Bibers mündet.

## Geographie

### Verlauf
Das Altenhaubächle entsteht im Wald auf etwa 446 m ü. NHN etwa einen Kilometer südöstlich des Waldenburger Einzelhofes Laurach und etwa einen halben Kilometer südwestlich des Kreuzsteins, der an einem markanten Sattel des Blaupunkt-Wanderwegs von Waldenburg nach Schwäbisch Hall steht. Seine nahe dem Kreuzstein beginnende Talmulde läuft beständig südwestlich, darin schlängelt sich der gefälle- und wasserarme, bis höchstens einen Meter breite Bach zwischen steilen und flachen Ufern, auf der Bachsohle liegt teilweise Blockschutt. Rechtsseits begleitet ihn ein Wirtschaftsweg durch den Wald. Nach weniger als einem Kilometer Lauf fließt vom linken Hang aus dem Gewann Alter Hau auf etwa 426 m ü. NHN ein kurzer Klingenbach zu, mit etwa 0,4 km Länge der einzige Zufluss von einiger Bedeutung.
Nach etwa 1,2 Kilometern Lauf öffnet sich der Talgrund, der sich von nun an auch stark ausweitet; zwischen den Wiesen links und rechts ist der weiterhin naturnah laufende Bach von einer Galerie aus Schwarzerlen, Eschen und Bergahorn gesäumt. Am Übergang ins Biberstal unterquert er den bisher begleitenden Wirtschaftsweg, der nach dem wenig südlich am linken Unterhang stehenden Michelfelder Wohnplatz Winterrain führt, und kurz darauf die Straße von dort nach dem Waldenburger Weiler Sailach. Danach weitet sich in feuchtem Wiesengrund die begleitende Galerie zu einem kleinen Bruchwald, in dem der Bach auf 400,6 m ü. NHN von links in die von Norden kommende Bibers mündet, die etwa zweihundert Meter weiter südlich in das Hochwasserrückhaltebecken Gnadental einfließt.
Das Altenhaubächle mündet nach einem 1,9 km langen Weg mit mittleren Sohlgefälle von etwa 24 ‰ etwa 45 Höhenmeter unterhalb seines Ursprungs.

### Einzugsgebiet
Das Einzugsgebiet des Altenhaubächles ist 2,4 km² groß. Es liegt in den Waldenburger Bergen, einem Teil-Naturraum der Schwäbisch-Fränkischen Waldberge. Das obere Talende am Sattel bei Kreuzstein ist etwa 464 m ü. NHN hoch, die beidseits begleitenden Berghöhen Lauracher Ebene (links, bis etwa 513 m ü. NHN) und Alter Hau, näher der Bibers zum Eichelberg (rechts, bis 514,3 m ü. NHN) fallen lange flach bis zum dann steileren Biberstalhang hin ab.
Reihum grenzen die Einzugsgebiete der folgenden Nachbargewässer an:
- Im Nordwesten läuft ein namenloser Abfluss eines Teiches bei Laurach zur Bibers oberhalb der Altenhaubächle-Mündung;
- im Nordnordwesten liegt jenseits der Hochebene um Laurach das Tal des Goldbachs, der noch weiter aufwärts die Bibers erreicht;
- im Nordnordosten läuft der Bach aus der Eselsklinge zum Beltersroter Bach, einem Zufluss der Kupfer, die weit abwärts der Bibers ebenfalls den Kocher speist;
- im Nordosten läuft der Sperbersbach zum Dobelbach, ebenfalls ein Kocherzufluss;
- im Osten liegt unter dem Kreuzstein das Quellgebiet des Mühlbachs, dessen Abfluss über den Schmiedbach den Kocher erreicht;
- im Südosten läuft das Tal des Böllbachs parallel wieder zur Bibers, nunmehr unterhalb der Altenhaubächle-Mündung.

Der weit überwiegende Teil des Einzugsgebietes, fast ausschließlich Wald, liegt im Gebiet der Kleinstadt Waldenburg im Hohenlohekreis. Im offenen Untertal reicht eine kleine nördliche Ausbuchtung des Gemeindegebietes von Michelfeld im Landkreis Schwäbisch Hall um den Wohnplatz Winterrain bis an den Bachlauf. Dieser nur wenige Häuser umfassende Wohnplatz in etwas Entfernung vom Lauf ist der einzige Siedlungsplatz im Einzugsgebiet.

### Zuflüsse und Seen
Liste der Zuflüsse und  Seen von der Quelle zur Mündung.
- (Zufluss vom Hang des Alten Haues), von links und Osten auf 424,6 m ü. NHN[LUBW 1] ungefähr 0,3 km vor dem Waldaustritt, ca. 0,4 km[LUBW 5] und über 0,2 km².[LUBW 6] Entsteht auf etwa 475 m ü. NHN[LUBW 4] am Oberhang des Alten Haues.

## Geologie
Das Altenhaubächle ist ein Gewässer des Keuperberglandes, sein Einzugsgebiet liegt zur Gänze im Mittelkeuper. Die Hochebenen Lauracher Ebene und Alter Hau rechts und links sind Verebnungsflächen im Kieselsandstein (Hassberge-Formation), an deren Oberhängen die Unteren Bunten Mergel (Steigerwald-Formation) ausstreichen. Darunter zeigt Hangverflachung ein recht breites Band aus Schilfsandstein (Stuttgart-Formation) an, der im Bereich des Sattels am Kreuzstein auch flächenhaft auftritt. Der Talgrund erreicht schon bald nach dem Ursprung des Baches den noch darunter liegenden Gipskeuper (Grabfeld-Formation), in dessen Schichthöhe dieser auch mündet.
Der Bach läuft schon bald in einem Band aus abgestürztem und umgelagertem Gestein auf dem Talgrund, aus dem er an der Talöffnung zum Biberstal in eine breite Auenlehmzone um die Bibers wechselt.

## Schutzgebiete
Der offene Anteil des Untertals liegt im Landschaftsschutzgebiet Oberes Biberstal einschließlich Randgebieten. Im Bereich des Bachlaufs liegt der überwiegende Teil des rechten Hangs in einem Wasserschutzgebiet. Das gesamte Einzugsgebiet gehört zum Naturpark Schwäbisch-Fränkischer Wald.

### LUBW
Amtliche Online-Gewässerkarte mit passendem Ausschnitt und den hier benutzten Layern: Lauf und Einzugsgebiet des Altenhaubächles

Allgemeiner Einstieg ohne Voreinstellungen und Layer: Daten- und Kartendienst der Landesanstalt für Umwelt Baden-Württemberg (LUBW) (Hinweise)
1. 1 2 3 4  Höhe nach grauer Beschriftung auf dem Hintergrundlayer Topographische Karte.
2. ↑  Länge nach dem Layer Gewässernetz (AWGN).
3. ↑  Einzugsgebiet nach dem Layer Basiseinzugsgebiet (AWGN).
4. 1 2 3  Höhe nach dem Höhenlinienbild auf dem Hintergrundlayer Topographische Karte.
5. ↑  Länge abgemessen auf dem Hintergrundlayer Topographische Karte.
6. ↑  Einzugsgebiet abgemessen auf dem Hintergrundlayer Topographische Karte.
7. ↑  Schutzgebiete nach den einschlägigen Layern.

### Andere Belege
1. ↑  Abfluss-BW - Daten und Karten
2. ↑  Wolf-Dieter Sick: Geographische Landesaufnahme: Die naturräumlichen Einheiten auf Blatt 162 Rothenburg o. d. Tauber. Bundesanstalt für Landeskunde, Bad Godesberg 1962. → Online-Karte (PDF; 4,7 MB)
3. ↑  Geologie nach den Layern zu Geologische Karte 1:50.000 auf: Mapserver des Landesamtes für Geologie, Rohstoffe und Bergbau (LGRB) (Hinweise). Ein ähnliches Bild bietet die Geologische Karte des Naturparks Schwäbisch-Fränkischer Wald 1:50.000, herausgegeben vom Landesamt für Geologie, Rohstoffe und Bergbau Baden-Württemberg, Freiburg i. Br. 2001.